# شاپرکان نقب‌زن
شاپرکان نقب‌زن (نام علمی: Acrolophidae) نام یک تیره از راسته پروانه‌سانان است. حدود ۳۰۰ گونه در ۵ سرده که تنها در قاره آمریکا گسترده‌اند. این خانواده شاپرک‌های کرم‌تارتن نقب‌زن و شاپرک‌های لوله‌ای را دربر می‌گیرد.